# Betty Ogwaro

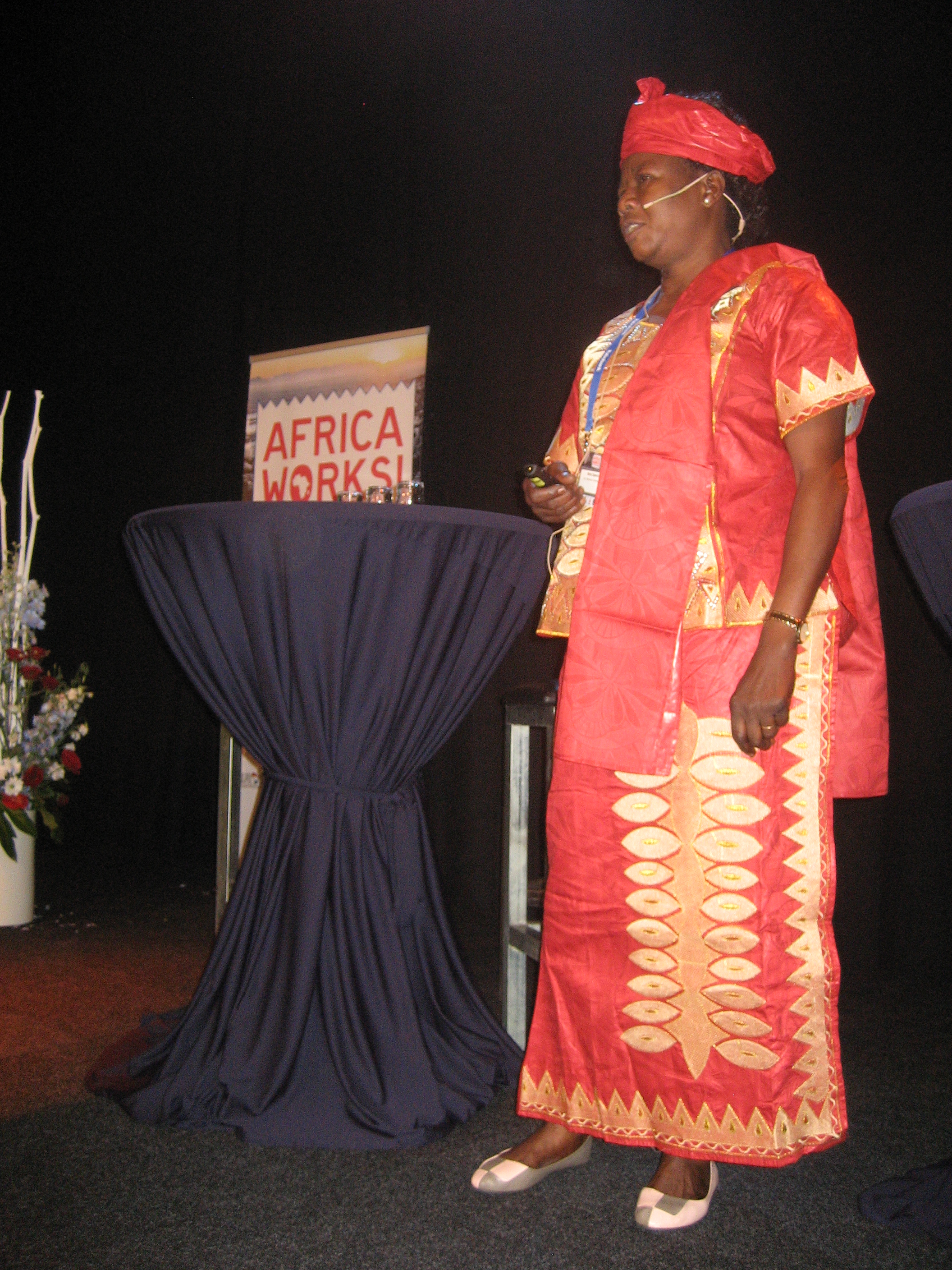
Betty Ogwaro

Betty Achan Ogwaro (Hon. Dr Betty Achan Ogwaro) ist eine Parlamentarierin in der Regierung des Südsudan (GOSS).

## Ausbildung
Ogwaro erwarb einen Bachelor in Animal Science mit Auszeichnung an der Universität Juba. Außerdem erwarb sie einen Master in Tiermedizin der University of Edinburgh und einen Abschluss in Mikrobiologie der University of Wolverhampton in Großbritannien.

## Karriere
Betty Ogwaro war zunächst Director of Animal Production für die Regierung des Südsudan bis 1995. Dann ging sie ins Exil nach Großbritannien. Sie war Vorsitzende der Ortsgruppe der Sudanese People Liberation Movement (SPLM) in den Midlands (1999–2005) und ist eine der Anführerinnen, die beim Naivasha-Abkommen (Comprehensive Peace Agreement) erfolgreich eine Quote von mindestens 25 % Frauen auf allen Ebenen der Regierung aushandelte. Ogwaro ist auch Gründerin der „Windows for Sudan“, einer Nichtregierungsorganisation, die um eine Verbesserung der Teilhabe von Frauen im Sudan in der Entwicklung kämpft und um die Verbesserung des Status von Frauen in der Gesellschaft. Sie war auch für den Entwicklungsfonds der Vereinten Nationen für Frauen (UNIFEM) beratend tätig.
Ogwaro war auch Mitglied des Mediationsteams zum Abschluss eines Friedensvertrags zwischen den Anhängern der Lord’s Resistance Army (LRA) und der Regierung von Uganda. Sie war die erste sudanesische Frau die Joseph Kony, dem Anführer der LRA, von Angesicht zu Angesicht Vorwürfe wegen der Grausamkeiten der Gruppe im Sudan und deren Mangel an Aufrichtigkeit im Friedensprozess machte. 2007 diente Ogwaro als Präsidentin der Southern Sudanese Women’s Parliamentarian League. Sie war auch Vorsitzende des Southern Sudanese Women Caucus. Außerdem war sie Mitglied verschiedener Komitees, inklusive des Committee for Gender, Social Welfare, Youth and Sports. Sie verbindet ihre parlamentarische Arbeit mit Aufklärungsarbeit für Frauen in der Landwirtschaft.
2007 ernannte sie Salva Kiir Mayardit zur Staatsministerin für Agriculture, Animal Resources, Forestry, Cooperative and Rural Development im Bundesstaat Eastern Equatoria. Später wurde sie auf nationaler Ebene Ministerin für Landwirtschaft und Forst (2011).